# Sân bay quốc tế Pago Pago

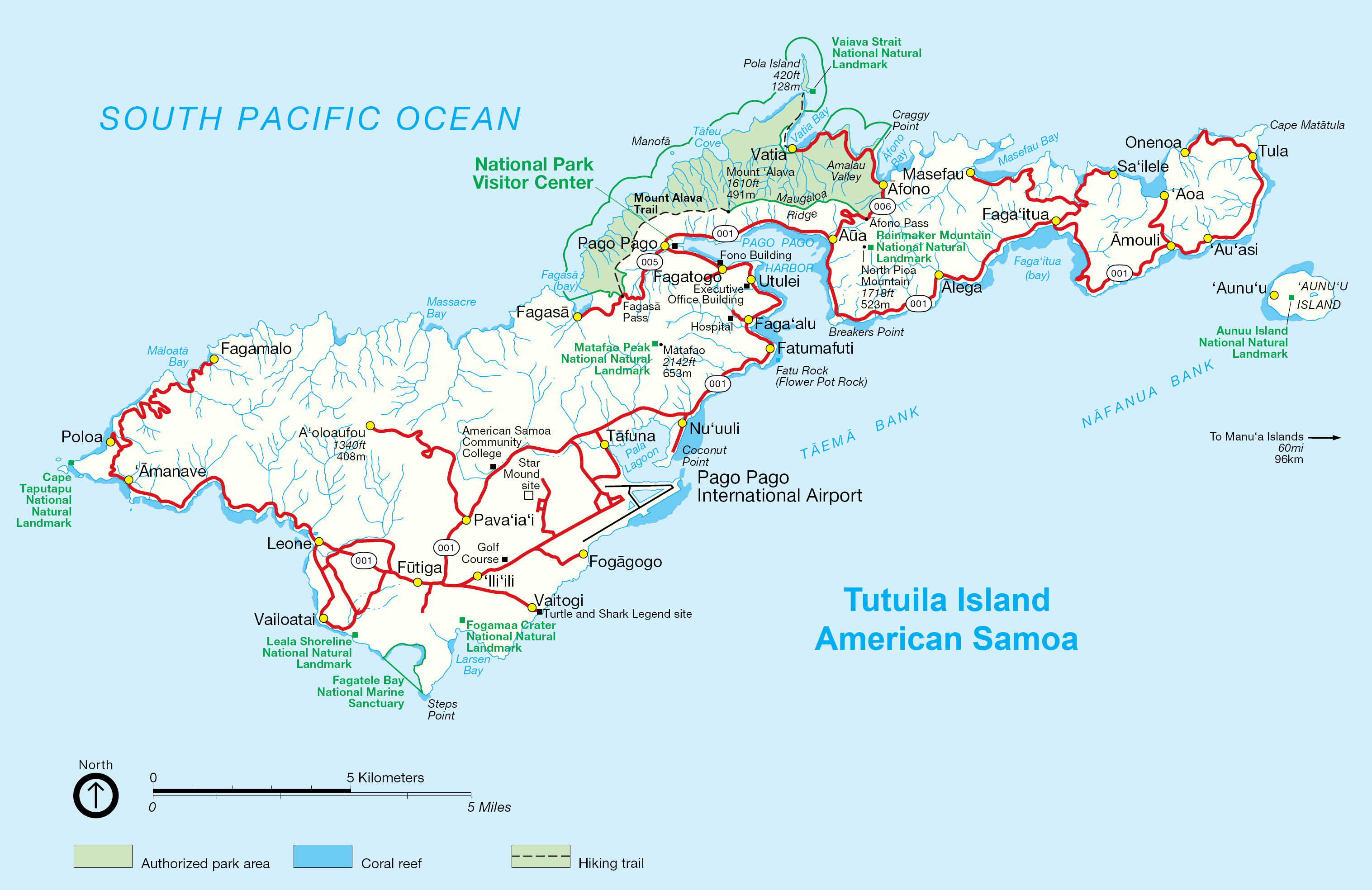
Bản đồ chi tiết đảo Tutuila với vị trí sân bay Pago Pago.

Sân bay quốc tế Pago Pago (IATA: PPG, ICAO: NSTU, LID FAA: PPG) là một sân bay nằm ở 5 km về phía tây nam của trung tâm Pago Pago trên đảo Tutuila ở Samoa thuộc Mỹ, một lãnh thổ không hợp nhất của Hoa Kỳ. Chủ sở hữu là chính phủ American Samoa.
Trong thời kỳ 12 tháng kết thúc vào ngày 30 tháng 12 năm 2005, sân bay này đã phục vụ 14.043 lượt chuyến, trung bình 38 chuyến mỗi ngày: 93% air taxi, 4% chuyến bay thường lệ thương mại, 2% quân sự và 1% hàng không tổng hợp.

## Các hãng hàng không và các tuyến bay
- Hawaiian Airlines (Honolulu)
- Inter Island Airways (Apia, Faleolo, Ofu, Tau, Tonga [chỉ bay thuê bao])
- Polynesian Airlines (Apia)